# Only You (serie televisiva)
Only You (온리유?, OnriyooLR) è una serie televisiva sudcoreana del 2005, scritta da Hwang Seong-yeon e diretta da Choi Mun-seok. I primi episodi sono ambientati Italia, tra le località di Vicenza, Venezia, Vittorio Veneto e Marostica, con parte del cast di attori italiani, e anche con alcuni brevi dialoghi parlati nella nostra lingua.
Questo perché il tema di fondo del drama è la passione della protagonista per l'arte culinaria, e in particolar modo per la cucina italiana.

## Trama
Hyun Sung ed Eun Jae vincono il concorso di cucina Noodle King. Ma di fronte all'ostilità della madre per la propensione della figlia all'arte culinaria, Eun-Jae e l'amico e collega Hyun Sung decidono di partire per l'Italia per studiare in una scuola di cucina. Per superare l'esame finale Eun-Jae decide di usare la ricetta per un primo piatto di pasta, imparata anni prima da una donna sudcoreana che si è trasferita proprio in Italia, a Vicenza. Per sapere esattamente come preparare il piatto, decide quindi di andarla a cercare insieme a Hyun-Sung.
Sul treno che la sta portando a destinazione, incontra casualmente Yi Joon, anch'egli coreano, venuto apposta in Italia per cercare la madre.
Quando scoprono che stanno cercando la stessa persona, i due decidono di aiutarsi a vicenda, nonostante Yi-Joon non veda di buon occhio la compagnia forzata della ragazza. Dopo che si sono conosciuti tra i due scocca la scintilla.
In seguito, prima di ripartire per la Corea, le loro strade si separano, per incrociarsi di nuovo 6 anni dopo a Seoul.